# Punk (subcultura)

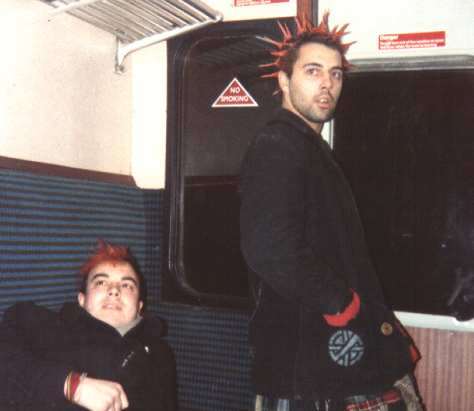
Due punk, 1986

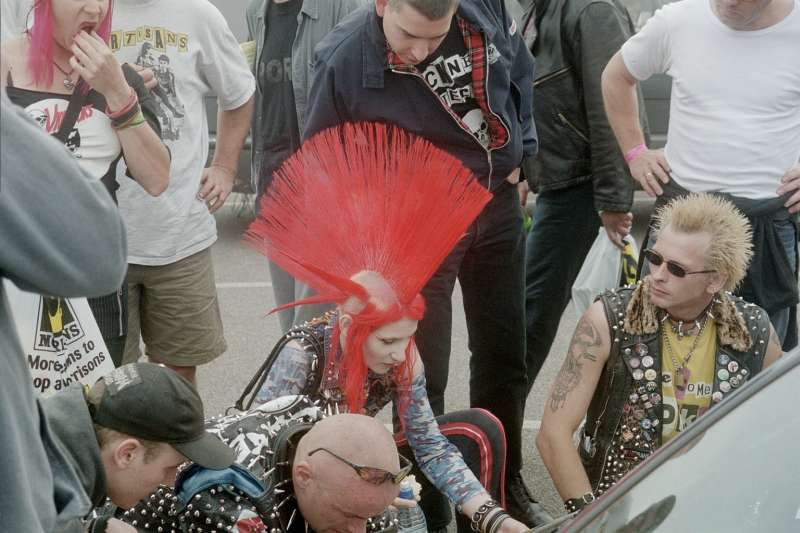
Punk a Morecambe, Regno Unito, 2003

Punk è un termine inglese (che come aggettivo significa di scarsa qualità, da due soldi ma anche usato nei dialetti britannici e statunitensi per indicare rispettivamente prostituta e teppista) nato per identificare una subcultura giovanile emersa negli Stati Uniti e nel Regno Unito a metà degli anni settanta.
Il termine nacque dalla musica punk, o meglio punk rock, una musica nata a metà anni settanta tra Stati Uniti e Gran Bretagna con gruppi come The Stooges, Ramones, Sex Pistols, The Damned o Clash e portata avanti ancora dopo negli anni a venire fino a oggi con le relative evoluzioni.
La storia molto complessa del movimento punk ha influenzato numerose forme d'arte e aspetti culturali in genere, dalla musica alla letteratura, dalle arti visive alla moda.

## Storia

### Origine (1974-1976)
Per essere precisi, la musica punk cominciò a emergere nei primi anni settanta nella East Coast degli Stati Uniti, in particolare a New York e Detroit. La corrente però non era ancora conosciuta come punk rock, poiché il termine nacque qualche anno dopo. Questo movimento musicale era quindi identificato come una continuazione del garage rock degli anni sessanta, genere la cui caratteristica era, appunto, un'essenza grezza e assai diretta, rispetto ad altri generi di rock & roll. Il genere poteva però essere definito anche come hard rock, infatti gruppi come MC5, The Stooges o Patti Smith erano musicisti che si rifacevano in parte a questo stile. Tra i più noti gruppi proto-punk vanno annoverati The Stooges, MC5, Iggy Pop, New York Dolls, Talking Heads, Television, Blondie, Devo, Patti Smith e molti altri.
I gruppi in questione erano quindi riconosciuti come garage rock, hard rock, glam rock o semplicemente rock & roll. Alcuni gruppi dei primi anni settanta infatti, incorporavano tipici elementi glam rock, su tutti i New York Dolls, poi Iggy Pop, ma anche David Bowie, Roxy Music e altri. Questa prima fase sarà chiamata "proto-punk", poiché questi gruppi connotavano elementi stilistici tipici del punk rock, ancora prima della sua nascita e quindi del suo riconoscimento.
Il termine punk rock nacque verso i metà anni settanta, tra i primi a essere definiti in tal modo saranno i Ramones, nati nel 1974. Come molti altri gruppi della corrente, i Ramones incorporavano elementi tratti dal garage rock, surf, british invasion e più generalmente rock & roll, uniti a sonorità grezze, distorte e prive di tecnica strumentale. Emergeranno anche altre band come The Heartbreakers di Johnny Thunders (ex membro dei New York Dolls), Dead Boys e i The Voidoids di Richard Hell (vero inventore dell'abbigliamento punk britannico). Questa ondata, riconosciuta come la prima ondata di punk rock, verrà identificata come Punk 77, ovvero l'ondata di gruppi punk rock, sviluppati verso la seconda metà degli anni settanta. Questa ondata comprenderà gruppi di diverse nazionalità, ma soprattutto statunitensi e britannici.

### Punk britannico (1975-1982)

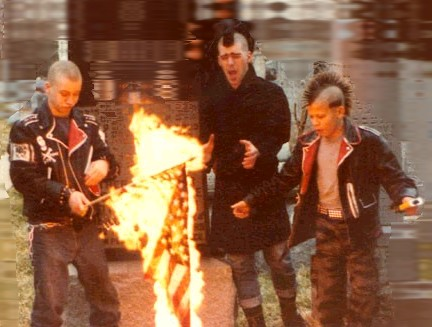
Punk che bruciano la bandiera statunitense, anni '80

Il punk rock poco dopo si affacciò anche nel Regno Unito, ma è bene ricordare che gruppi "proto-punk" erano già presenti come, ad esempio, 101'ers (dove militava Joe Strummer prima di approdare nei Clash), David Bowie, Roxy Music o The Who. Questi però erano più vicini ad altre correnti, come glam rock, progressive rock, pub rock o british invasion, ma furono considerate comunque band ispiratrici per lo sviluppo del punk rock.
Il punk musicalmente nacque quasi parallelamente nel Regno Unito ma prima vi arrivò l'estetica e più tardi l'ideologia vera e propria. Tralasciando i gruppi precedenti, la versione classica del punk britannico nacque grazie alla collaborazione di un manager, Malcolm McLaren. McLaren era già stato manager dei New York Dolls nei primi anni settanta negli Stati Uniti, ma tornò in patria poco dopo. Sua moglie, Vivienne Westwood, creava e vendeva abbigliamento nel suo negozio "Sex", erano articoli alternativi e molto particolari, anche sadomaso. Nel 1975 McLaren ebbe la geniale idea di far emergere alcuni ragazzi che frequentavano il Sex,  creando un gruppo musicale dalle caratteristiche provocatorie e in controtendenza e che avrebbe preso il nome proprio dal Sex.
Il loro look era composto da vestiti strappati, capelli corti, spettinati e spesso colorati, indumenti sadomaso-fetish, giubbotti e pantaloni in pelle, catene, borchie, spille da balia, lucchetti usati come collane, collari borchiati, svastiche (al solo scopo di scandalizzare), lamette, tutto appariscente e sfacciato.
I Sex Pistols esordirono nel 1975, iniziando concerti attorno a Londra e introducendo testi, elementi e atteggiamenti scandalosi per i loro tempi, probabilmente con situazioni pericolose organizzate dal manager contro la loro volontà. Avevano tutti dei modi rudi, orgogliosi di rivendicare la propria appartenenza alla classe lavoratrice, il loro pubblico era inoltre famoso per l'attitudine violenta, spesso durante i concerti si creavano risse tra gruppi di spettatori, facendo sospendere o terminare in anticipo i concerti. Inoltre inventò il "pogo", un particolare ballo che si basava tutto su salti e spintoni, e che fu successivamente imitato o anche esplicitamente copiato da tantissime altre sottoculture giovanili.
I Sex Pistols, scandalizzando l'Inghilterra e il mondo, cambiarono radicalmente l'immagine del punk. Se prima il genere rappresentava semplicemente una musica più grezza e leggermente provocatoria, ma non più di altri gruppi rock & roll, dopo il loro passaggio divenne sinonimo di nichilismo, ribellione, disordine, ecc., soprattutto per la vita dissoluta del loro bassista Sid Vicious, stile di vita non condiviso dagli altri membri. Secondo l'opinione pubblica fortemente filo-monarchica dell'epoca, i punk ormai incarnavano perfettamente l'immagine di "giovani teppisti", e così spesso nei film o nei libri degli anni ottanta i teppisti e i vandali che infestano le metropolitane e le strade durante la notte saranno raffigurati come dei Punk.
(Johnny Rotten)
Nonostante ciò, il Regno Unito proponeva molti altri gruppi punk dalle caratteristiche più moderate, non sostenendo atteggiamenti nichilisti. Tra i numerosi esponenti del punk rock britannico, troviamo i Damned, Stranglers, Clash, Sham 69, Adicts, Vibrators, Buzzcocks, The Jam, Siouxsie and the Banshees, Stiff Little Fingers, Generation X ecc, che seppur in minima parte imitavano l'attitudine dei Pistols, non seguirono appieno il loro modo di fare.

#### Punk & Skins
Il movimento skinhead cominciò a riemergere con l'ondata di punk rock britannica. Questa sintonia tra i due movimenti nacque appunto con la nascita nel punk britannico nella seconda metà degli anni settanta, dove il movimento skinhead, sviluppato negli anni sessanta ma decaduto qualche tempo prima, riemerse promuovendo il neonato punk rock come la nuova musica eletta, al contrario dei precedenti skinheads (skinhead original), che erano indirizzati sulla musica nera giamaicana (Ska, Rocksteady, Reggae ecc..).
I due movimenti, promuovendo quindi la stessa musica, condividendo spesso la stessa filosofia, e originando dalla stessa nazione, cominciarono ad avvicinarsi (non a caso skinhead e punk condividono alcuni tipi di abbigliamento). Nacque così anche il motto "Punx & Skins" promosso da diversi gruppi Street punk e Oi!. Non a caso, il genere street punk indica sia il genere sostenuto dagli street punx sia quello sostenuto dagli skinheads, ovvero l'Oi! (indicato in ogni caso anche come una forma di street punk).

### Punk americano (1978-1986)

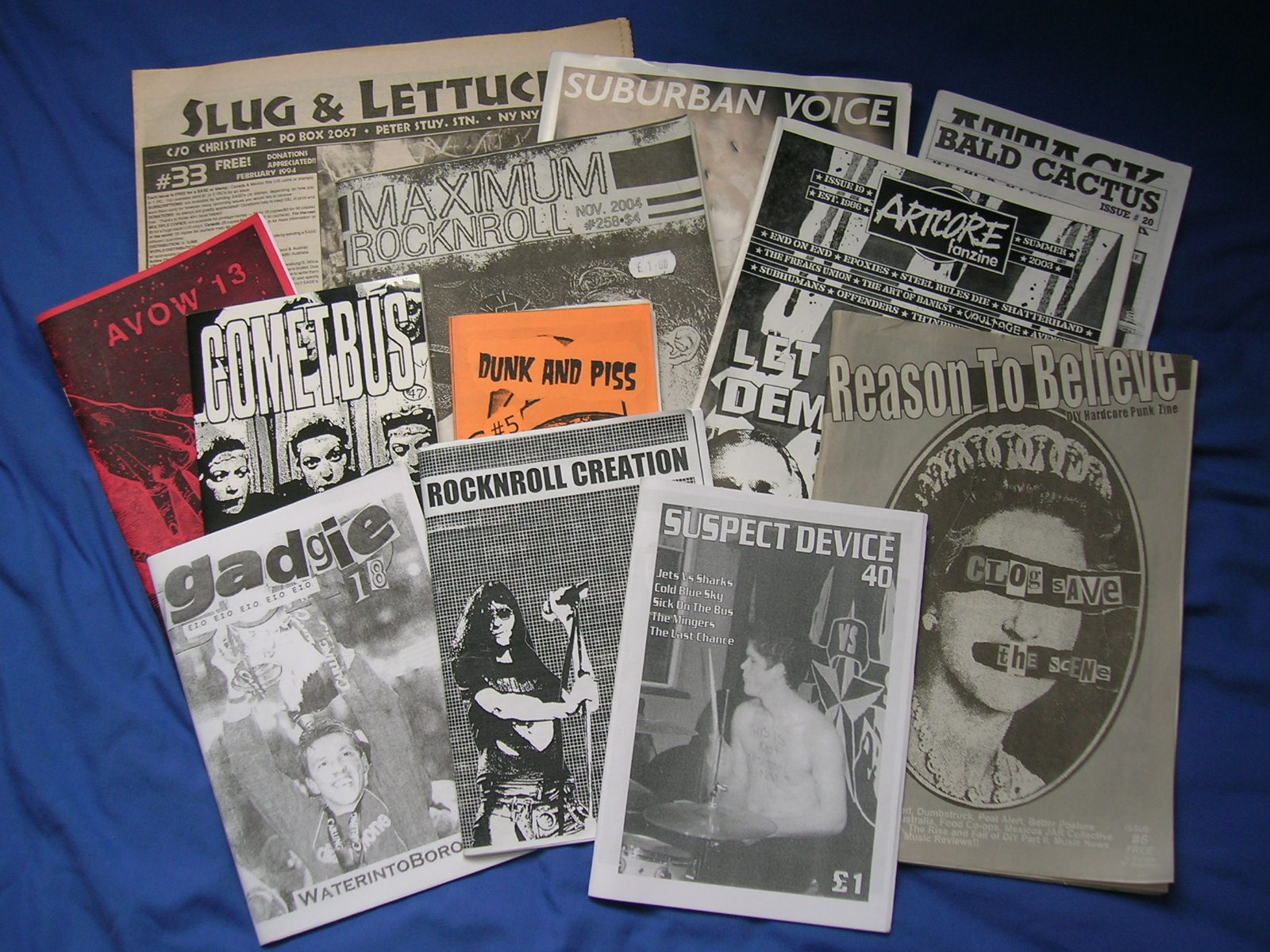
Alcune fanzine di musica punk britanniche e americane

Come reazione alla nascita del punk britannico, verso i fine anni settanta, anche negli Stati Uniti il punk cominciava a distaccarsi sempre più dalle radici del rock & roll. La prima area statunitense sottoposta a questo cambiamento fu l'area di Los Angeles e California, dove i gruppi cominciarono a indurire le sonorità, tra questi Circle Jerks, The Germs, The Weirdos, The Dickies, Black Flag, Dead Kennedys e molti altri. Molti di questi imitarono il look e lo stile di vita nichilista tipico di una parte del punk britannico.

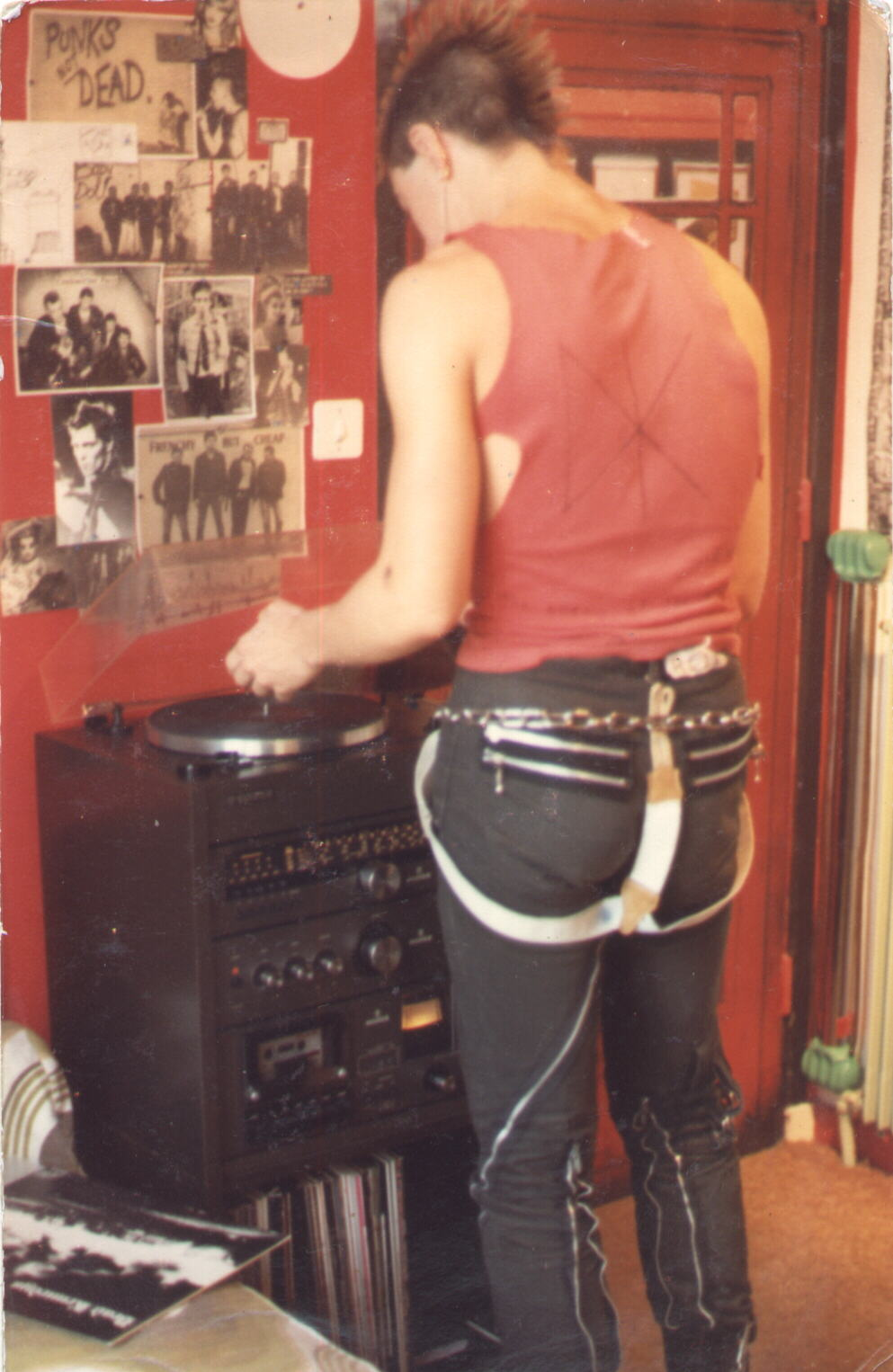
A Parigi, 1981, con il Fresh Fruit for Rotting Vegetables dei Dead Kennedys (1980)

La svolta nel punk americano arrivò con lo nascita dello Straight edge, uno stile di vita derivante dalla subcultura punk, che prevedeva l'astinenza da tabacco, alcol, droghe, rapporti sessuali occasionali per non alimentare il sistema e la schiavitù dai suoi prodotti. Questa filosofia si sviluppò quindi in controtendenza al punk nichilista e autolesionista, soprattutto britannico. Esso era stato introdotto dalla hardcore punk band dei Minor Threat durante i primissimi anni ottanta, e per certe sue posizioni anti-nichiliste aveva similitudini con la filosofia dell'Anarcho punk britannico.

## Ideologie
Risulta impossibile collocare l'"ideologia" punk in un'unica corrente di pensiero, dato che col tempo il movimento si è suddiviso in un'infinità di diverse classificazioni, che vanno dall'anarchismo al comunismo fino al nazismo, oppure semplicemente la neutra apoliticità, o il rifiuto dell'appartenenza ad ogni ideologia.
A unire tutti gli appartenenti al movimento punk sotto un'unica causa è il rifiuto per qualsiasi forma di controllo, tra cui il controllo sociale esercitato dai mass-media e dalle organizzazioni religiose.

### Punk 77
Durante la prima ondata (Punk 77), il punk non aveva indirizzamenti politici e atteggiamenti specifici; vi erano gruppi che esponevano un abbigliamento glam rock, altri vicini al movimento mod, altri si basavano puramente sulla provocazione, altri ancora riprendevano un'attitudine rock & roll, non era una filosofia specifica e la politica non era presente, come nel resto della scena rock & roll. In sostanza era un movimento molto vario e considerato generalmente come parte del rock & roll, ma con caratteristiche relativamente più grezze.
Il passaggio dei Sex Pistols influenzò e ispirò molti gruppi, che tentarono poi di imitarli, e moltissime persone comuni in tutto il mondo. Anche se il gruppo assumeva atteggiamenti provocatori spinti dall'anarchia, il nichilismo e la ribellione, alla fine non aveva una seria posizione politica contro le istituzioni, e il più delle volte riusciva solo ad attirare gossip controproducente; quello che il gruppo promuoveva, non era certo a scopo propagandistico. Nonostante ciò, i Sex Pistols furono essenziali poiché diedero al punk l'immagine di un genere impegnato e attento alla società del tempo. Sarà infatti dopo il loro passaggio che gradualmente molti gruppi punk successivi manifesteranno le proprie idee politiche. Anche se molti successori dei Pistols criticheranno i loro già citati atteggiamenti, sarà proprio grazie a questi ultimi che il punk verrà identificato nella maggior parte dei casi come un genere attento ai cambiamenti della politica e della società, con gruppi "schierati" in ogni diversa corrente.
Dopo l'ondata del '77, che andava ritirandosi verso la fine degli anni settanta anche a causa del declino e lo scioglimento dei Sex Pistols (1979), il punk si era ridimensionato, almeno nel Regno Unito (in altri paesi al contrario si stava appena affacciando). Il genere musicale non sarà più mainstream, anche se la moda rimarrà sempre molto popolare nell'immaginario collettivo. Assistiamo così allo sviluppo parallelo dell'hardcore punk, ovvero un genere che perdeva le influenze rock & roll del primo punk rock, per lasciare spazio a sonorità ancora più dure, dirette e nella maggior parte dei casi con testi pesantemente influenzati dalla politica. Questo genere non poteva riscuotere successo proprio a causa delle sonorità totalmente caotiche e non orecchiabili, e delle visioni molto radicali e ancora più nichiliste contro la società moderna. Esso quindi non ebbe il supporto dei media e delle major discografiche. Nacque sia negli Stati Uniti che nel Regno Unito alla fine degli anni settanta, per poi svilupparsi completamente e venire riconosciuto negli anni ottanta.

### Street punk
La corrente punk continuava a evolversi, diramarsi e dividersi. Una delle principali nuove correnti sarà lo "street punk", ovvero il movimento che si proponeva come continuo della corrente punk britannica fondata dai Sex Pistols, sia nel look con creste multicolori (creste emerse proprio con questo movimento), borchie e giubbotti di pelle, generalmente molto vistosi e curati, sia nell'attitudine, spesso e volentieri libera da ogni influenza politica e votata esclusivamente al disordine, caos e all'ubriacarsi.
Gli street punks rappresentavano il lato peggiore della gioventù, spesso non erano legati a nessun genere di politica ed erano dediti principalmente alla provocazione, alla trasgressione e spesso all'Anarchia (intesa però solo come caos e disordine, non in senso politico). Tra i primi gruppi street punk notiamo i Funeral Dress, Abrasive Wheels, Anti-Pasti, Special Duties, Exploited e molti altri.
Anche se la versione "classica" dello street punk è vista comunemente come anarchica, esistono street punk più o meno politicizzati, la maggior parte seguono appunto la filosofia anarchica, votata però al caos, diversamente dall'interpretazione di Anarchia promossa dagli Anarcho punk. Alcuni si promuovono invece apolitici, riproponendo la prima visione apolitica del Punk 77. Altri ancora si promuovono apolitici, ma simpatizzanti per la sinistra, o addirittura appartenenti a quest'ultima, alcuni ancora si proclamano apolitici ma oppositori del Comunismo, e spesso anche simpatizzanti per l'estrema destra, venendo chiamati Punk's Not Red. Altri si promuovono esplicitamente nazisti, venendo definiti semplicemente Nazi punk. In ogni caso, il classico stereotipo del punk da copertina, viene definito anarchico, come nella maggior parte del movimento.

### Nazi punk
Sid Vicious durante il periodo di carriera nei Sex Pistols, era solito esporre simboli di estrema destra a scopo scandalistico, e provocatorio. Egli fu inoltre imitato da altri gruppi punk dell'epoca come Siouxsie Sioux dei Siouxsie and the Banshees, e Captain Sensible dei The Damned ma anche Wattie Buchan degli Exploited. Fu proprio il loro gesto interpretato erroneamente, che avvicinò alcuni giovani punk al neonazismo, provocando le formazioni di veri e propri punk neonazisti, ufficialmente già nel 1978. La storia di questa fazione all'interno della subcultura del punk risale appunto al 1978, con un'organizzazione nata in Inghilterra conosciuta come Punk Front. Questo gruppo era una divisione del National Front, partito di estrema destra inglese. Anche se l'organizzazione durò soltanto un anno, riuscì a reclutare numerosi punk inglesi, così da formare diverse Punk Band razziste. L'organizzazione del "Punk Front" ebbe breve vita, ma il movimento continuava a espandersi.
Successivamente infatti, il movimento si allargò anche all'estero fino ad arrivare negli Stati Uniti verso l'inizio degli anni ottanta, durante gli anni d'oro della scena Hardcore punk americana.

### Anarcho punk

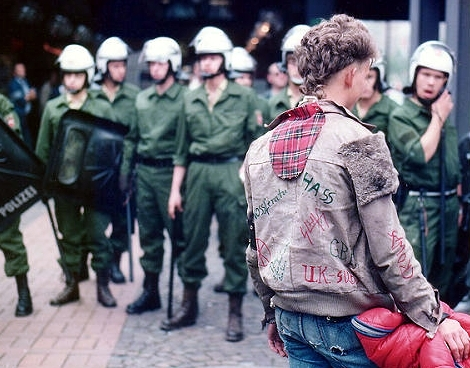
Un punk che fronteggia dei poliziotti in schieramento anti-sommossa

Mentre il primo movimento punk britannico, e poi il suo continuo street punk, erano interessati all'anarchismo per il suo valore provocatorio, durante i fine anni settanta, l'Anarcho punk capeggiato dalla band Crass, si ispirò a idee più profondamente anarchiche e pacifiste, rivelandosi più coerente nei confronti dal significato stesso di anarchia. Essi posero così le basi per lo sviluppo di questa ideologia, ed ebbero una notevole influenza sui movimenti di protesta dei successivi due o forse più anni. In pratica fu la prima punk band a mettere in atto il vero significato che stava dietro all'anarchia.
Molti anarcho punk sono sostenitori di idee come l'animalismo, l'anti-sessismo, il pacifismo e il vegetarismo e hanno posizioni anti capitaliste ecc. Gli Anarcho punk adottarono un look leggermente distinto da quello del classico punk; se da una parte era composto da toppe, spille e scritte come quello Street punk o punk classico, non era così appariscente e curato, raramente sfoggiavano creste alzate, ma comprendeva abiti per la maggior parte neri, per contrastare il look variopinto e appariscente degli Street punk. Anche se non in tutti i casi, gli Anarcho punk prediligevano una filosofia animalista, questi individui quindi per coerenza, non vestivano indumenti di pelle.

### Straight Edge
Nei primi anni ottanta negli Stati Uniti, comincia a emergere la filosofia Straight edge (abbreviato in sXe, xXx o Edge). Questa etica, analogamente all'anarcho punk nel Regno Unito, si contrapponeva alla visione nichilista e autodistruttiva del classico punk britannico.
Esso infatti è uno stile di vita che prevede l'astinenza dall'uso di tabacco, alcol, e droghe, e dai rapporti sessuali occasionali, rifiutando tutto ciò che ritenevano essere un veleno materiale e psichico imposto dalla società capitalista (medicine, mass media ecc...). Il movimento fu iniziato nei primi anni ottanta da Ian MacKaye, leader del gruppo hardcore punk dei Minor Threat, e prendeva il nome da un loro famoso brano omonimo.

## Ilpunkin Italia
Il movimento punk si affacciò presto anche in Italia, già alla fine degli anni settanta si notavano i primi rari esponenti. Nei primi anni ottanta esso emerse con maggiore evidenza, soprattutto nel nord, e in particolare a Pordenone, Bologna, Milano, Pavia, Torino, Padova e Venezia.
Uno dei punti di riferimento del movimento punk italiano fu il centro sociale occupato Virus di Milano, attivo tra il 1982 e il 1985. Tra i maggiori animatori del Virus c'era Marco Philopat, che poi raccontò in versione romanzata nel suo libro Costretti a sanguinare la storia e l'atmosfera del Virus.
Il genere si sviluppò in diverse frange: sotto un profilo non ideologico nascevano band che facevano del divertimento la loro filosofia. Dove le sonorità erano più orecchiabili e i testi spesso demenziali, o critici nei confronti della società, ma sempre con una vena ironica e implicita. Questo filone ebbe origine con gruppi come Skiantos, HitlerSS, Tampax, Kandeggina Gang, Mercenary God ecc. e fanzine-punkzine (giornaletti autoprodotti dai punk stessi) come Dudu, Xerox, Pogo, Punkreas, Leave Home, T.V.O.R. Teste Vuote Ossa Rotte, Attack punkzine ecc.
Parallelamente, il punk si sviluppava anche in Italia nella sua parte ideologica, anticommerciale e anticonformista. Una parte di questo, l'anarcho punk, era molto forte in Italia già nei primi 80. Anche lo straight edge cominciò a migrare in Italia in questo periodo. Secondo il filone "ideologico", sorsero quindi gruppi hardcore punk come Bloody Riot, Klaxon, Traumatic, Wretched e Nabat (questi ultimi diventati quasi subito Skinhead), tralasciando altre esperienze come quella dell'anarcho punk che hanno rivestito pur loro dei ruoli molto importanti, ma al di fuori dall'ottica punk tradizionale. La scena Punk italiana di questi anni era fra le più ferventi al mondo. Gruppi come Total Chaos o i Negazione si ricordano anche negli Stati Uniti per le loro tournée americane.
Il punk rock italiano "non ideologico", diversamente dall'hardcore/anarcho punk, è molto in voga tra i giovani, ed è attivo con gruppi come Cattive Abitudini, Pornoriviste e Derozer; anche se è spesso molto più indirizzato sulla melodia, toccando quindi gli stilemi del pop punk e non connotando alcun tipo di ideologia relativa al punk, se non alcuni leggeri accenni impliciti all'anticonformismo, il più delle volte indirizzato a sinistra.
La prima canzone definibile punk, in Italia, è stata "Mamma Dammi La Benza" dei Gaznevada, saliti su di un palco a Bologna nel settembre del '77 durante il Convegno sulla Repressione. Il primo disco punk italiano è l'EP HitlerSS/Tampax.

### Movimenti correlati
- Emo (sottocultura)
- Mod (subcultura)
- Rocker
- Rude Boy
- Skinhead
- Teddy Boy